# Chimney Corner FC
Chimney Corner Football Club is een Noord-Ierse voetbalclub uit Antrim.
De club werd in 1952 opgericht en kwam in 1953 in de Northern Amateur Football League. De club speelt op Allen Park dat plaats biedt aan 2000 toeschouwers. Sinds 1975 speelde de club in de Irish League B Division en sinds 2008 in de IFA Championship 2. In 2014 trok de club zich terug en speelt vanaf het seizoen 2014/15 in de Ballymena & Provincial Football League.

## Erelijst
- Irish League B Division

1984/85, 1998/99
- Irish Intermediate Cup

1967/68, 1981/82, 1982/83, 1996/97
- Steel & Sons Cup

1962/63, 1973/74, 1975/76, 1996/97
- Northern Amateur Football League

1961/62, 1968/69, 1969/70, 1973/74, 1974/75
- Clarence Cup

1955/56, 1969/70
- Border Cup

1958/59, 1967/68, 1969/70, 1970/71, 1971/72, 1973/74, 1974/75